# Мускат белый Красного Камня
«Муска́т бе́лый Кра́сного Ка́мня» — марочное белое ликёрное вино с защищённым географическим указанием, созданное в 1944 году А. А. Егоровым (по другим данным в 1953 году) и производимое комбинатом «Массандра» в Крыму.

## История

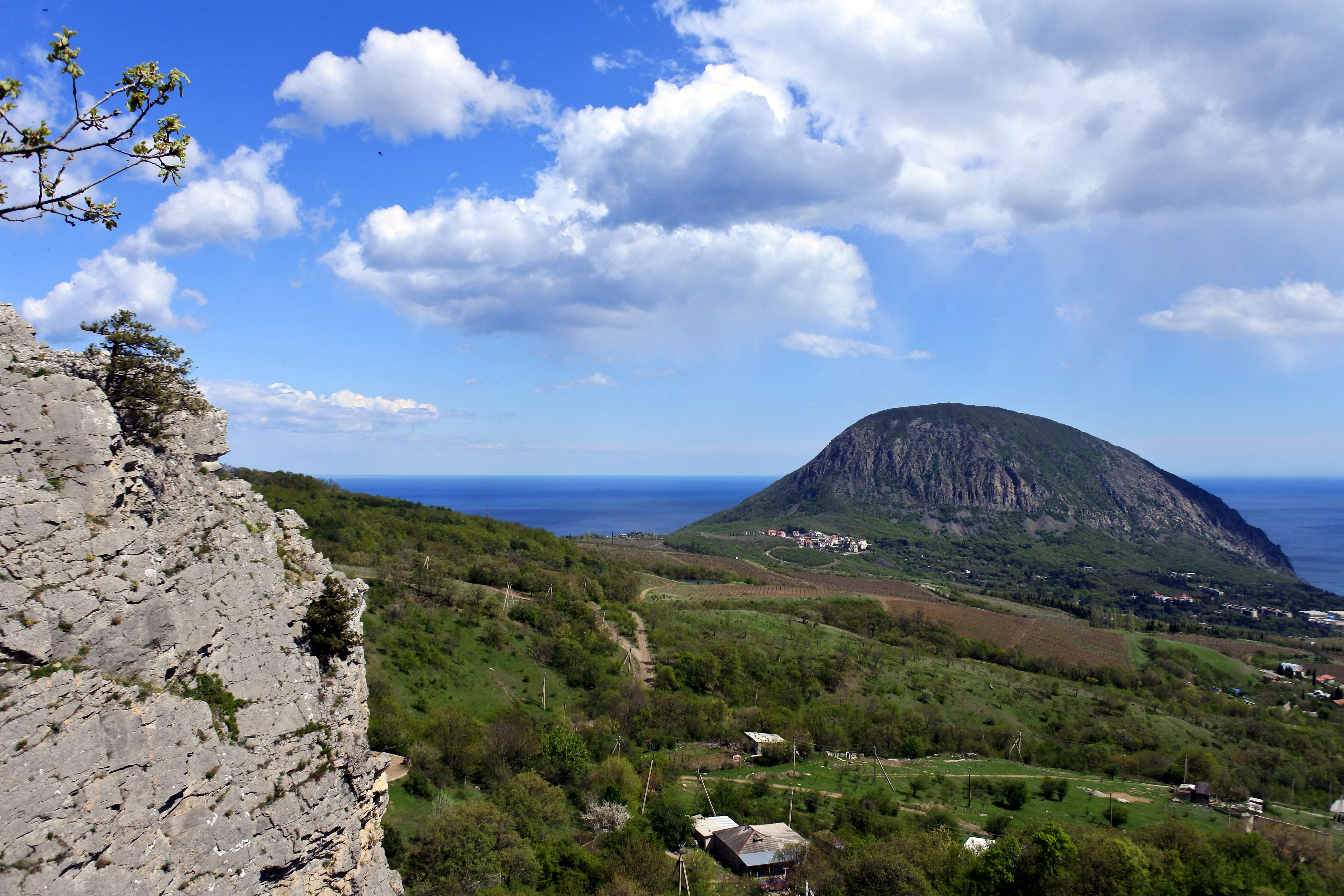
Терруар локализован вокруг села Краснокаменка. На переднем плане Красный камень, на среднем виноградные плантации, на заднем Аю-Даг

Марка вина была создана в 1944 году А. А. Егоровым. Работы по дальнейшему технологическому сопровождению марки вела винодел Массандры Инга Аркадьевна Голокоз. Название получило по месту произрастания винограда — от известняковой скалы с красноватым оттенком Красный Камень (Гелин-кая).

## Основные характеристики
Для производства данного сорта производителем декларируется использование исключительно винограда сорта Мускат белый, произрастающий на солнечных плантациях южного берега Крыма, если его сахаристость превосходит 29 %. 
Вино производилось из винограда 1946, 1947, 1948, 1949, 1951, 1952, 1953, 1954, 1955, 1956, 1957, 1966, 1969, 1971, 1974, 1977, 1983, 1984, 1986, 1988, 1991, 1995, 2000, 2005, 2011, 2013, 2014, 2015, 2016, 2017, 2018 и 2019 годов. 
Вино выдерживают в полных дубовых бочках не менее двух лет при температуре 10°С и регулярных доливках. Цвет вина — светло-янтарный. Аромат мускатных ягод с медовыми тонами цветов, трав альпийских лугов, чайной розы, апельсиновой корочки. Во вкусе ощущается лёгкий цитрон. Кондиции: спирт — 13 %, сахар — 23 г/100, титруемые кислоты — 5,5—6 г/куб.дм.
После введения в законодательстве России понятия "вин с защищенным географическим указанием" (ГОСТ Р 55242-2012) вино получило ЗГУ "Крым".

## Награды
На международных конкурсах награждено «Супер Гран-при», 3-я кубками «Гран-при», 22-я золотыми, 1-й серебряной медалями. Является наиболее титулованным крымским вином. Дважды объявлялся лучшим вином мира (неофициальный титул для поощрения лучшего вина конкурсной программы вне типа вина) по результатам голосования дегустационной комиссии Второго международного конкурса вин в Ялте.
Господа! Вино столь высокого качества неуважительно пить сидя… (английский эксперт по винам доктор Тейчер).
Многократно пересказывалась версия, что английская королева Елизавета Вторая высоко ценила это вино; в 1960-е годы «Массандра» каждый год отправляла через Ленинградский порт лично ей двухсотлитровую бочку Муската белого Красного камня, однако отсутствие документальных свидетельств относит её к разряду городских легенд.